# Protaetia reflexa
Protaetia reflexa är en skalbaggsart som beskrevs av Moser 1918. Protaetia reflexa ingår i släktet Protaetia och familjen Cetoniidae. Inga underarter finns listade i Catalogue of Life.